# 合河口乡
合河口乡，是中华人民共和国河北省石家庄市平山县下辖的一个乡镇级行政单位。

## 行政区划
合河口乡下辖以下地区：
合河口村、柏枝会村、陡岭村、桃红沟村、外大河村、里大河村、常峪村、杏树湾村、郝家洼村、松坪村、羊道岭村、杨家庄村、王家坪村、龙耳清村、前大地村、中台山村、木厂村、坪岭村、沿道沟村、大西沟村和桂林村。